# Cantone di Ressons-sur-Matz
Il Cantone di Ressons-sur-Matz era una divisione amministrativa dell'arrondissement di Compiègne.
È stato soppresso a seguito della riforma complessiva dei cantoni del 2014, che è entrata in vigore con le elezioni dipartimentali del 2015.
Comprendeva i comuni di:
- Antheuil-Portes
- Baugy
- Belloy
- Biermont
- Boulogne-la-Grasse
- Braisnes-sur-Aronde
- Conchy-les-Pots
- Coudun
- Cuvilly
- Giraumont
- Gournay-sur-Aronde
- Hainvillers
- Lataule
- Margny-sur-Matz
- Marquéglise
- Monchy-Humières
- Mortemer
- Neufvy-sur-Aronde
- La Neuville-sur-Ressons
- Orvillers-Sorel
- Ressons-sur-Matz
- Ricquebourg
- Vignemont
- Villers-sur-Coudun